# Oranje melkzwam
De oranje melkzwam (Lactarius aurantiacus, synoniem:  Lactarius mitissimus) is schimmel uit de familie Russulaceae. Hij groeit op kalkhoudende bodem bij loof- en naaldbomen, vooral bij kruipwilg.

## Kenmerken

### Uiterlijke kenmerken
Hoed
De hoed is 3–6 (–7) cm in doorsnede, bijna halfbolvormig als hij jong is, later spreidend en dan in het midden ingedrukt. Soms heeft het een kleine bult of papil in het midden. Het hoedoppervlak is glad, min of meer dof als het droog is en enigszins vettig en glanzend als het nat is. De hoed is uniform gekleurd geeloranje tot levendig oranjerood. De randzone is vaak lichter, soms gelig van kleur. Bij jonge vruchtlichamen is de rand omgebogen, maar wordt al snel glad en scherp.
Lamellen
De vrij smalle lamellen zijn op jonge leeftijd crème-geel en worden later licht roodachtig tot oker. Ze zijn recht tot aflopend op de steel en slechts licht gevorkt.
Steel
De steel heeft een lengte van 3 tot 7 cm en een dikte van 6 tot 12 mm. De kleur is oranjebruin. 
Smaak
De zwam heeft een milde smaak.
Melksap
Het melksap is wit.
Sporenprint
De sporenprint is witachtig.

### Microscopische kenmerken
De sporen zijn afgerond tot elliptisch en gemiddeld 7,6 tot 8,6 µm lang en 6,2 tot 7,0 µm breed. De Q-getal(verhouding tussen lengte en breedte van de sporen) is 1,1 tot 1,4. Het sporenornament is tussen de 0,5 en 1 µm hoog en bestaat uit talrijke wratten en ribben, waarvan sommige geribbeld en langwerpig zijn, die enigszins tot sterk netachtig met elkaar verbonden zijn. De basidiosporen zijn min of meer knotsvormig en meten 40-55 × 7,5-13 µm. De smalle spoelvormige tot tamelijk cilindrische pleurocystidia zijn schaars tot talrijk en meten 45-80(-90) × 6,5-11 µm.

## Verspreiding

Europees verspreidingsgebied

De oranje melkzwam is een Holarctische soort die voorkomt in Noord-Azië (Oost-Siberië), Noord-Amerika, Noord-Afrika en Europa. In Europa komt hij wijdverbreid voor. In Nederland komt hij vrij algemeen voor. Hij staat op de rode lijst in de categorie 'Kwetsbaar'.